# Ella Iranyi
Ella Iranyi (* 5. April 1888 in Wien; † 9. April 1942 in Izbica) war eine österreichische Grafikerin und Malerin.

## Leben
Ella Iranyi studierte von 1904 bis 1910 an der Kunstschule für Frauen und Mädchen in Wien. Dort belegte sie die Fächer Kunstgewerbe bei Adolf Böhm, Holzschnitt bei Friedrich König, Radierung bei Ludwig Michalek und Ornamentale Schrift bei Rudolf von Larisch. Außerdem besuchte sie einen Ziselierkurs bei Georg Klimt und einen Landschaftskurs bei Tina Blau. Danach setzte sie ihre Studien an der Kunstschule München und bei Julius Exter am Chiemsee fort. Zwischen 1922 und 1926 hielt sie sich wiederholt in der Künstlerkolonie Dachau auf, wo eine Mappe mit 12 Radierungen entstand.
Nach dem Studium war Iranyi als freischaffende Künstlerin tätig. Sie wohnte am Spittelauer Platz im Wiener Bezirk Alsergrund. Ihren Lebensunterhalt verdiente sie unter anderem mit Buchgestaltung für den Wiener Verlag Hugo Heller und in den 1930er Jahren mit Subskriptionsmappen druckgrafischer Arbeiten, die sie im Eigenverlag vertrieb. Sie war Mitglied in der Vereinigung bildender Künstlerinnen Österreichs (VBKÖ), im Verein der Schriftstellerinnen und Künstlerinnen in Wien, im Radierklub Wiener Künstlerinnen und in der Kunstgemeinschaft. Auch bewegte sie sich in den Kreisen um die Wiener Werkstätte und Felix Braun, mit dem sie befreundet war. 
Bei der Kunstschau Wien 1908, an der Iranyi im Rahmen der Böhm-Klasse teilnahm, waren Arbeiten von ihr im „Raum für das Kind“ zu sehen. Von 1911 bis 1936 beschickte sie regelmäßig Ausstellungen in Wien, insbesondere die der VBKÖ. 1932 zeichnete die Marianne-Hainisch-Stiftung Iranyi und Stephanie Hollenstein für hervorragende Frauenarbeit auf künstlerischem Gebiet mit dem Marianne-Hainisch-Preis aus.
Aufgrund ihrer jüdischen Herkunft gehörte Iranyi nach dem „Anschluss“ Österreichs zu dem von den Nationalsozialisten verfolgten Personenkreis. Für diese musste sie, unter Druck gesetzt, den Wert konfiszierter Bilder schätzen. Mit Rücksicht auf ihre alte Mutter blieb Iranyi in Wien und emigrierte nicht. Schließlich wurde sie nach Izbica deportiert und dort am 9. April 1942 ermordet (nach anderen Angaben vermutlich erst im Zuge der Auflösung des Ghettos im Oktober 1942). Die mit ihr befreundete Malerin und Schriftstellerin Käthe Braun-Prager verwaltete ihren künstlerischen Nachlass.

## Werk

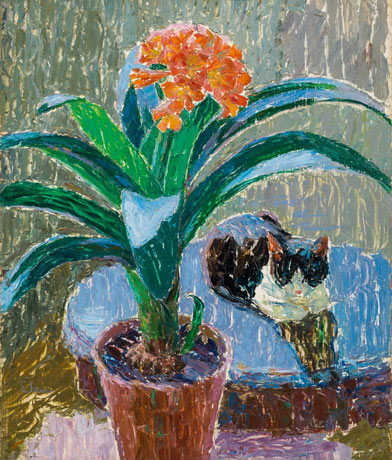
Ölbild Stillleben mit Blume und Katze (um 1920)

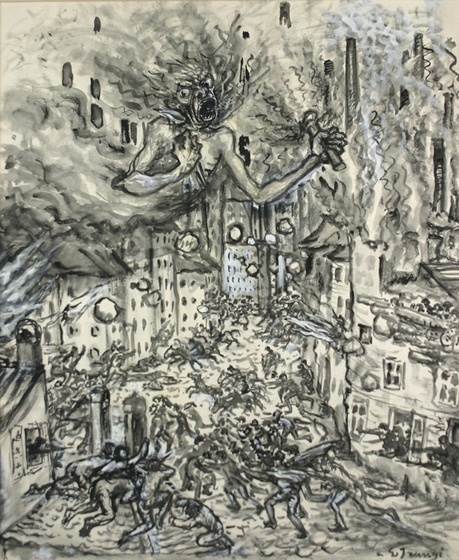
Der Schrecken des Krieges (circa 1930–1940)

Iranyi setzte als Grafikerin die Techniken Radierung und Holzschnitt ein. Teilweise orientieren sich ihre Holzschnitte in Format und Abstraktion an japanischen Grafiken. Sie schuf eine Reihe von Exlibris (33 nachgewiesene Blätter) und war als Gestalterin von Buchschmuck und Umschlägen tätig. Daneben malte sie Porträts, Landschaften, Stillleben und Alltagsszenen in Öl und Aquarell.
Werke von Iranyi befinden sich unter anderem in den Sammlungen des Museums für angewandte Kunst in Wien, des United States Holocaust Memorial Museum, der Yale University Library, der Jack Daulton Collection sowie der Exlibris-Sammlung der Österreichischen Nationalbibliothek.
Buchschmuck, Umschläge und Illustrationen (Auswahl)
- Oscar Wilde: Betrachtungen. Wiener Verlag, Wien 1906.
- Oscar Wilde: Ein Haus aus Äpfeln und Granate. Wiener Verlag, Wien 1906.
- Ernst Moriz Kronfeld: Das Edelweiß. Hugo Heller & Cie., Wien 1910.
- Das Märchen vom »schönsten Wunsch«. Erzählt und illustriert von Ella Iranyi. Selbstverlag Ella Iranyi, Wien 1911.
- Otto Ernst: Asmus Sempers Jugendland. (Radierungen).
- Zeichnung von Rosa Mayreder, Titelbild von Der Aufstieg der Frau. Verlag Eugen Diederichs, Jena 1928.

Sonstige Werke (Auswahl)
- Exlibris Marianne Steinberger, vor 1911, Hochdruck-Klischee, 92 × 92 mm
- Waidhofen an der Ibbs, Öl, 1917 11. Jahresausstellung des Österreichischen Künstlerbundes[5]
- Der gefangene Frühling, Radierung, 1919 Frühjahrsausstellung des Österreichischen Künstlerbundes[6]
- Exlibris Dr. Morawitz, 1920, 4 1/2 × 7 Inch, Jack Daulton Collection
- Mappe Dachau im Frühling (Altstadt von Dachau) mit 12 Radierungen, zwischen 1922 und 1926
- Ghosts (Geister), Bleistift auf Papier, 1920er Jahre, signiert rechts unten „E. Iranyi“, Jack Daulton Collection[7]
- Frühling weckt Amor, circa 1920, Radierung, signiert unten rechts „Ella Iranyi“, Jack Daulton Collection
- Aus dem Wienerwald, circa 1920, Aquarell, 36 × 47,8 cm, signiert oben „Ella Irany“, Jack Daulton Collection
- Stillleben mit Blume und Katze, Öl auf Sperrholz, circa 1920, 70,5 × 60 cm, signiert links unten „E. Iranyi“, Jack Daulton Collection
- Stillleben mit Grünpflanze und Früchten, 1930, Öl auf Holz, 57,5 × 54 cm, zwischenzeitlich fälschlich Carl Moll zugeschrieben[8]
- Schneelandschaft, Aquarell, 1934 135. Ausstellung der Vereinigung bildender Künstler Wiener Secession[9]
- Zyklus Gegen den Krieg, 1937 Frühjahrsausstellung Wiener Künstlerhaus
- Der Schrecken des Krieges, circa 1930–1940, Tinte und Aquarellfarben auf Papier, signiert rechts unten „E Iranyi“, Jack Daulton Collection[10]

## Ausstellungen (Auswahl)
- 1908: Kunstschau Wien
- 1911, 1923, 1925, 1926, 1927, 1929, 1930, 1932, 1934, 1936: Vereinigung bildender Künstlerinnen Österreichs, Wien
- 1911: Hugo Heller
- 1913, 1926: Exlibris Ausstellung, k.k. Österreichisches Museum für Kunst und Industrie, Wien
- 1919, 1937: Wiener Künstlerhaus
- 1928: Verein der Schriftstellerinnen und Künstlerinnen in Wien, Wien
- 1929: 1933: Kunstgemeinschaft, Wien
- 1930: Zwei Jahrhunderte Kunst der Frau in Österreich, Hagenbund
- 1933, 1934: Wiener Secession
- 2004:	Aufbruch und Idylle, Österreichische Nationalbibliothek, Wien
- 2016: Die bessere Hälfte. Jüdische Künstlerinnen bis 1938, Jüdisches Museum Wien[11]